# Vuelo 121 de Air Fiji
El vuelo 121 de Air Fiji (PC121/FAJ121) fue un vuelo regular doméstico de pasajeros desde el aeropuerto internacional Nausori en la capital de Fiyi, Suva, al aeropuerto internacional de Nadi en Nadi, operado por un Embraer EMB 110 Bandeirante. El 24 de julio de 1999, el Bandeirante transportaba a diecisiete personas, a saber quince pasajeros y dos tripulantes, que se estrelló en una montaña cerca de Delailasakau mientras se encontraba en ruta hacia Nadi. El accidente acabó con la vida de cuantos viajaban a bordo, convirtiéndolo en el accidente aéreo con mayor número de muertes de Fiyi.

## Accidente
El Bandeirante despegó de Nausori con diecisiete pasajeros y tripulantes. La aeronave transportaba a nueve fiyianos, cinco australianos, un neozelandés, un chino y un japonés. Quince minutos después del despegue rumbo al aeropuerto internacional de Nausori el avión impactó con la ladera de una montaña cerca de Delailasakau, lo que poco después provocó su caída. Se perdió contacto por radio con la aeronave, a ello le siguió el hecho de que en torno a las 08:40, la policía recibió una llamada del operador de radio de Windina afirmando haber oído un fuerte impacto en las colinas al norte del pueblo de Nasevou. Los testigos indicaron que habían visto a la aeronave volando bajo, y poco después impactar contra la ladera de una montaña. Un hombre afirmó haber oído un "disparo de cañón" durante el siniestro. Tras ello vio pedazos de cola cayendo hacia el suelo.
Las autoridades iniciaron entonces una operación de búsqueda. Poco después, un helicóptero avistó los restos del vuelo 121, sin detectar signos de vida en el lugar del siniestro. Muchos cuerpos presentaban mutilaciones, refiriendo los testigos haber visto infinidad de órganos internos esparcidos por el lugar. El lugar del siniestro se trataba de una zona remota, lo que obligó a los rescatadores a extraer los cuerpos a pie. El lugar del accidente se encontraba a seis horas de marcha de la población más cercana, existiendo pocas carreteras en la zona y ningún enclave telefónico. El director de operaciones de la policía Jahir Khan afirmó que intentarían extraer los cuerpos el 25 de julio. La falta de equipamiento retrasó la operación de evacuación y varios cuerpos que se encontraban atrapados entre los resto necesitaban ser extraídos cortando y retirando los restos de la zona.

## Aeronave
El avión implicado en el accidente fue un Embraer EMB 110 Bandeirante (Número de Serie 110416) registrado en Fiyi como DQ-AFN. Contaba con dos motores turbohélice Pratt & Whitney Canada PT6A-34, había efectuado su primer vuelo en 1983 y acumulaba un total de 22411 rotaciones de vuelo. El aparato había estado registrado en América y Australia antes de ser operado por Air Fiji.

## Investigación
La Dirección de Aviación Civil de Fiyi (CAAF) investigó el accidente del vuelo 121, con la ayuda de la Oficina de Seguridad en el Transporte de Australia. Las entrevistas llevaron a la CAAF a descubrir que los testigos referían haber visto caer sobre el bosque partes de la cola y del ala antes del impacto, lo que indicaba un posible fallo estructural. El cono de cola y los estabilizadores horizontales fueron descubiertos a unos 300 m (0 nmi) a la izquierda de la línea de vuelo, lo que resultaba congruente con un fallo estructural previo al impacto, lo que indicaba que el avión pudo haberse fracturado en el aire antes de haber caído sobre el terreno. Las posteriores investigaciones en profundidad encontraron que el piloto del vuelo 121 podría haber estado intoxicado. El hermano del piloto afirmó que cuatro horas antes del accidente el capitán del vuelo había estado ingiriendo alcohol. La investigación también reveló que el capitán no había descansado adecuadamente antes del vuelo y que había tomado una cantidad excesiva de antihistamínicos. El Procedimiento Normalizado de Operaciones de Air Fiji también se demostró como inadecuado.
El fallo estructural que tuvo lugar en vuelo fue como resultado del error de la tripulación al situarse por debajo de la Altitud Mínima de Descenso de 5400 pies (1646 m). El ala derecha golpeó con un risco a una elevación de 1300 pies (396 m), lo que provocó que el avión se fracturase e impactase en lo alto de una cresta a 1,3 km (1 nmi) de distancia. La sección de cola y el ala derecha fueron descubiertos a 150 m (492 pies) de los restos principales.